# Fernando Cabrera-Canto
Pour les articles homonymes, voir Cabrera.
Fernando Cabrera-Canto, né à Alcoy le 8 octobre 1866 où il est mort le 6 janvier 1937, est un peintre espagnol.

## Biographie
Élève de Lorenzo Casanova Ruiz (es) à l'Académie royale des beaux-arts de San Carlos et de Casto Plasencia (es) à Madrid, il poursuit sa formation en Italie. 
Il collabore avec Vicente Pascual Pastor (es) pour les décorations de la Casa del Pavo (es) et obtient la médaille d'argent lors de l'Exposition nationale des beaux-arts d'Espagne en 1890 puis la médaille d'or en 1906.
Membre du Salon des artistes français où il obtient une mention honorable en 1902, il reçoit une médaille de bronze à l'exposition universelle de 1900. 